# Nandia Siada
Nandia Siada (griechisch Νάντια Σιάδα; * 26. November 1995 in Duisburg-Wedau) ist eine deutsch-griechische Schauspielerin.

## Leben
Siada wuchs in Solingen auf. Sie besuchte dort die Theodor-Heuss-Realschule und in Hilden das Dietrich-Bonhoeffer-Gymnasium. 
Sie wirkte zunächst als Komparsin in verschiedenen Fernsehsendungen mit. 2023 setzte sie sich bei einem Casting von Filmpool gegen ihre Mitbewerberinnen durch und erhielt die Rolle der „Sara Hamid“ in der Reality-Daily-Soap Berlin – Tag & Nacht. Seit dem 16. Februar 2024 ist sie in dieser Rolle auf RTL Zwei sowie auf dem Streamingdienst RTL Plus zu sehen.

## Filmografie
- seit 2024: Berlin – Tag & Nacht